# Mariebergs gård
För andra betydelser, se Marieberg (olika betydelser).
Mariebergs gård ligger strax utanför Kungälv utmed Göta älv. Den är belägen i Ytterby socken i Kungälvs kommun i Bohuslän.
Gården har anor långt bak i tiden. Under karolinertiden hade flera betydande militärpersonligheter sin boning på och i området runt Mariebergs gård. Kvar från denna tid är en fin källarsal med valvad ingång.
Runt gården finns även ett vackert naturreservat med en hög kulle varifrån utsikten utmed älven är vidunderlig.
I dag är gården bland annat hemvist för Bohus Elfsborgs Karoliner.